# 阿伊纳罗县
阿伊纳罗县是东帝汶民主共和国阿伊纳罗区的一个县，该县面积235.94平方公里，2010年人口普查时时人口为15558，县治位于阿伊纳罗。